# Arden (parochie)
Arden (tot 2010 Arden Kirkedistrikt)  is een parochie van de Deense Volkskerk in de Deense gemeente Mariagerfjord. De parochie maakt deel uit van het bisdom Aalborg en telt 2533 kerkleden op een bevolking van 2533 (2004).
Arden was een kirkedistrikt binnen de parochie Storarden. Als zodanig was het tot 1970 deel van Hindsted Herred. In dat jaar ging Storarden, met inbegrip van Arden, op in de nieuwe gemeente Arden. Deze ging in 2007 op in de fusiegemeente Mariagerfjord. Arden werd bij de afschaffing van de kirkedistrikten in 2012 een zelfstandige parochie. In 2012 werd de parochie uitgebreid met Storarden.
Als · Arden · Astrup · Hadsund · Øster Hurup · Oue · Rold · Rostrup · Skelund · Storarden · Valsgaard · Vebbestrup · Visborg · Vive